# Ambroise Fernandez
Pour les articles homonymes, voir Fernandez.
Ne pas confondre avec Ambrósio Fernandes Brandão

Ambroise Fernandez (en portugais Ambrósio Fernandes), né vers 1551, à Póvoa de Varzim (Portugal) et mort (exécuté) le 7 janvier 1620 à Nagazaki au Japon, était un frère jésuite portugais, missionnaire au Japon.  

## Biographie
Le jeune Ambroise est un homme à la recherche d'aventure. Il décide de partir pour les colonies portugaises d'Extrême-Orient avec l'espoir de faire fortune rapidement et s'embarque pour le Japon. En chemin, il manque de peu de faire naufrage. Cette expérience le marque profondément. Renonçant à son projet initial il choisit de se faire religieux.
Il demande à entrer dans la Compagnie de Jésus et finit par y faire profession comme coadjuteur temporel ou frère laïc en 1577. Sa mission est d'aider les prédicateurs missionnaires travaillant au Japon. Il s'y donne jusqu'en 1616. Au moment où la persécution contre les chrétiens s'intensifie il est arrêté avec Carlo Spinola un autre jésuite et le catéchiste interprète Ioannes Kingocu alors qu'ils rendaient visite à Domingos Jorge et Isabel Fernandes, marchants portugais installés au Japon. Fernandes est emprisonné et emmené à Suzuta (Ōmura, Nagasaki), où il reste quatre ans jusqu'à ce que, épuisé par les mauvaises conditions de prison et les tortures, il meurt le 7 janvier 1620. 

## Vénération
Mort martyr pour la foi chrétienne, Ambroise Fernandez fut béatifié avec l’ensemble des martyrs japonais le 7 juillet 1867 par le pape Pie IX. Liturgiquement il est commémoré le 7 janvier.